# Furusjö
Furusjö is een plaats in de gemeente Habo in het landschap Västergötland en de provincie Jönköpings län in Zweden. De plaats heeft 344 inwoners (2005) en een oppervlakte van 49 hectare.